# Hotel Stubenberghaus

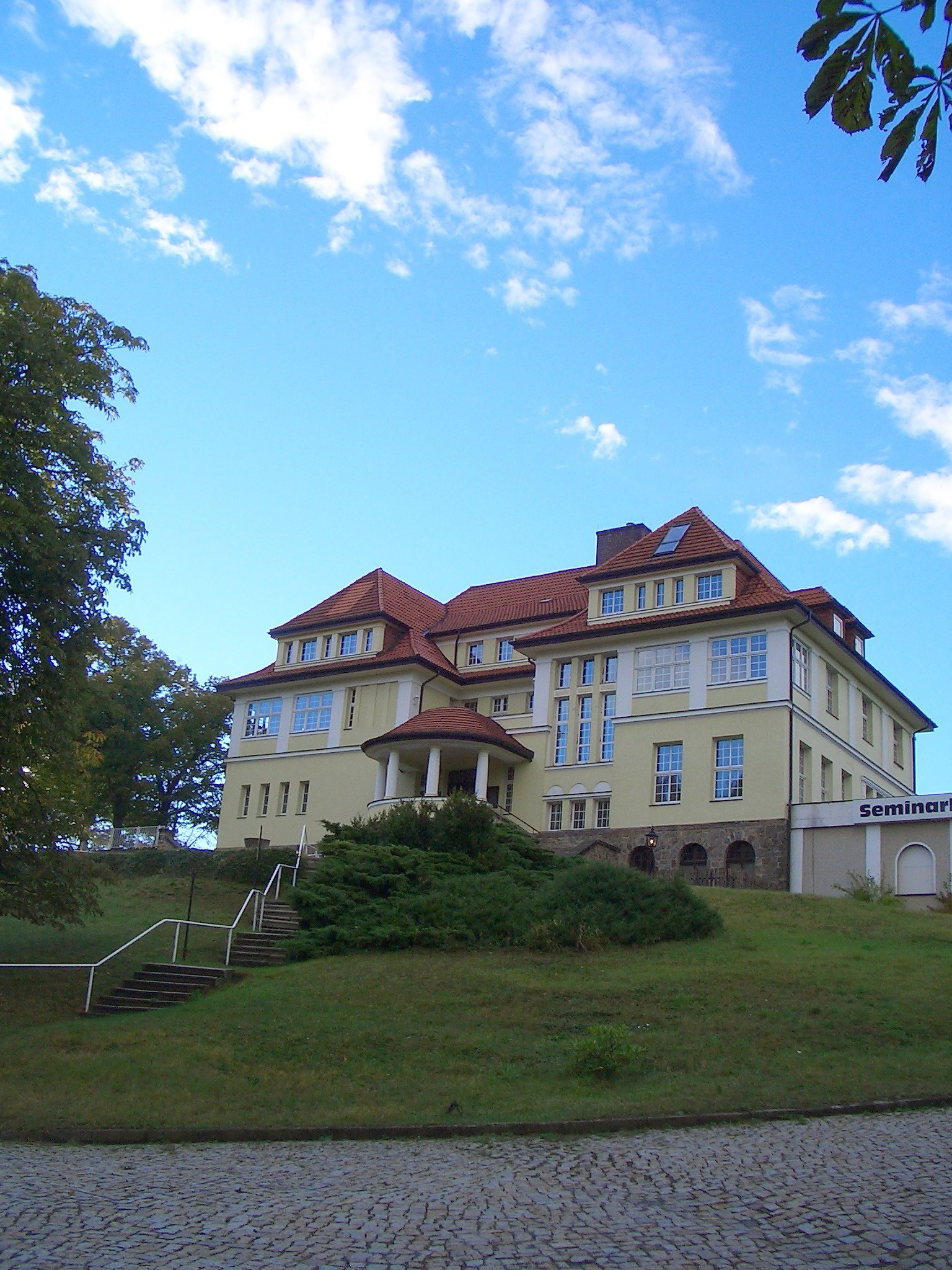
Stubenberghaus, 2006

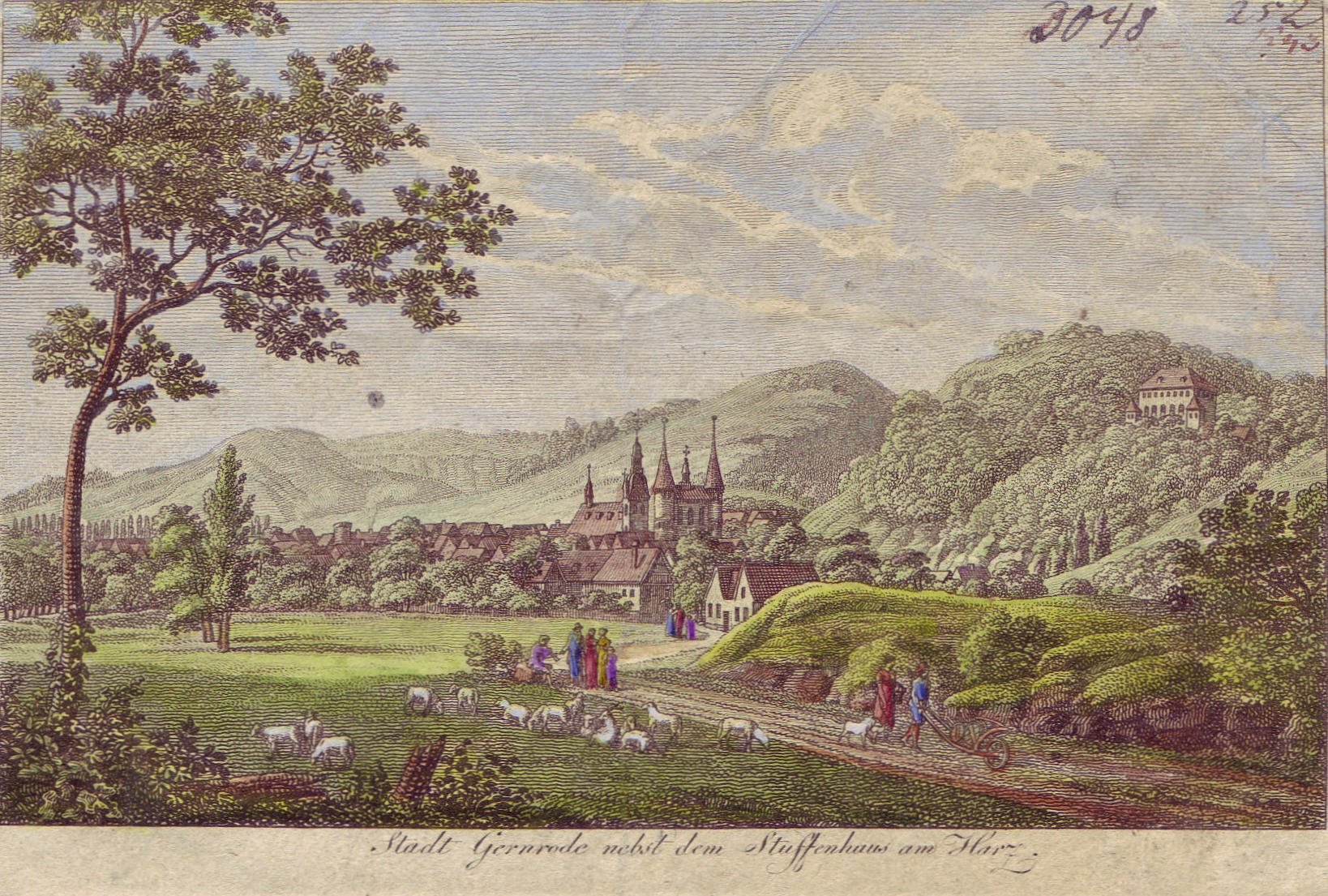
Ortsansicht Gernrodes aus der Zeit um 1800, rechts über der Stadt das Stubenberghaus

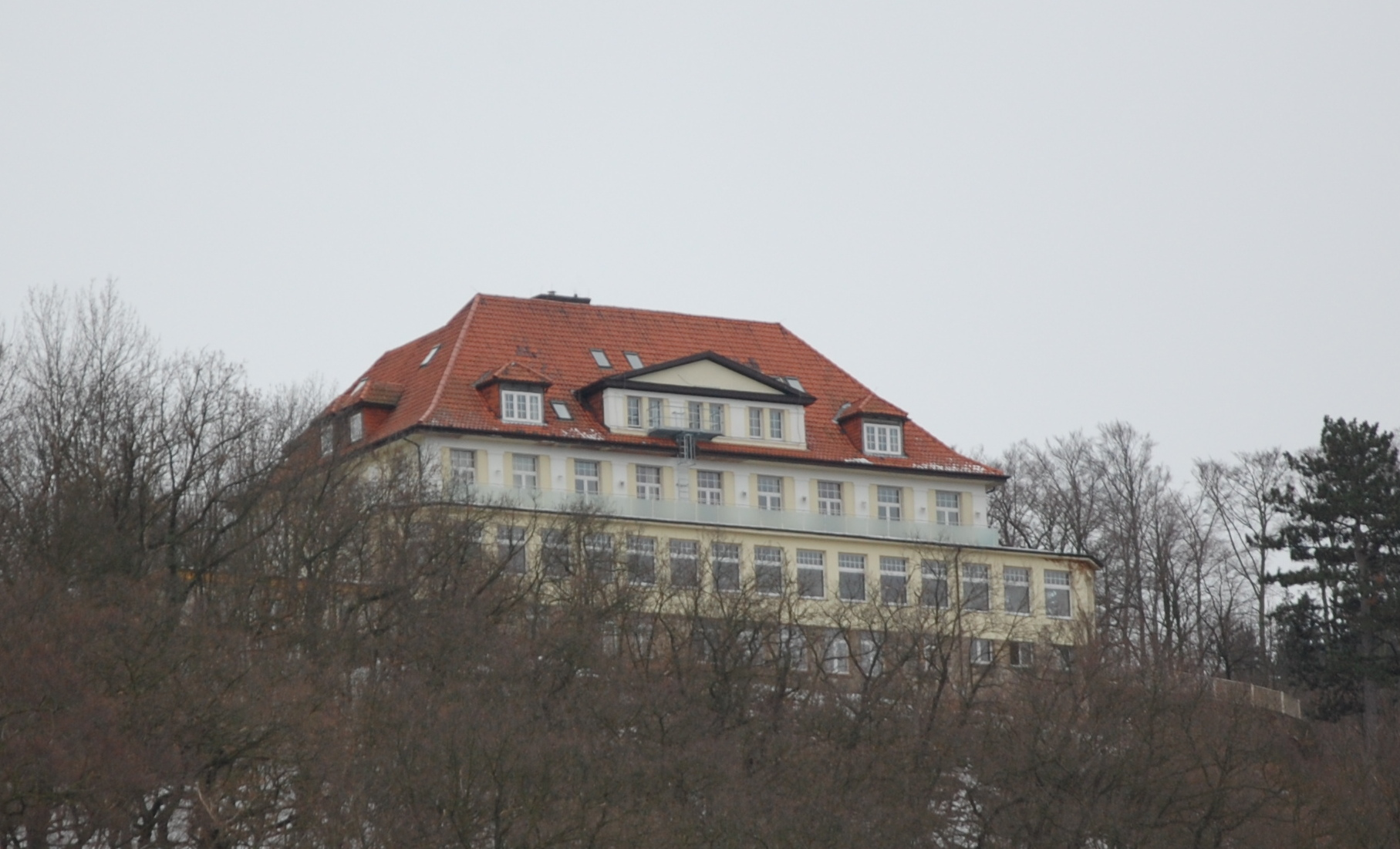
Blick von Gernrode, 2014

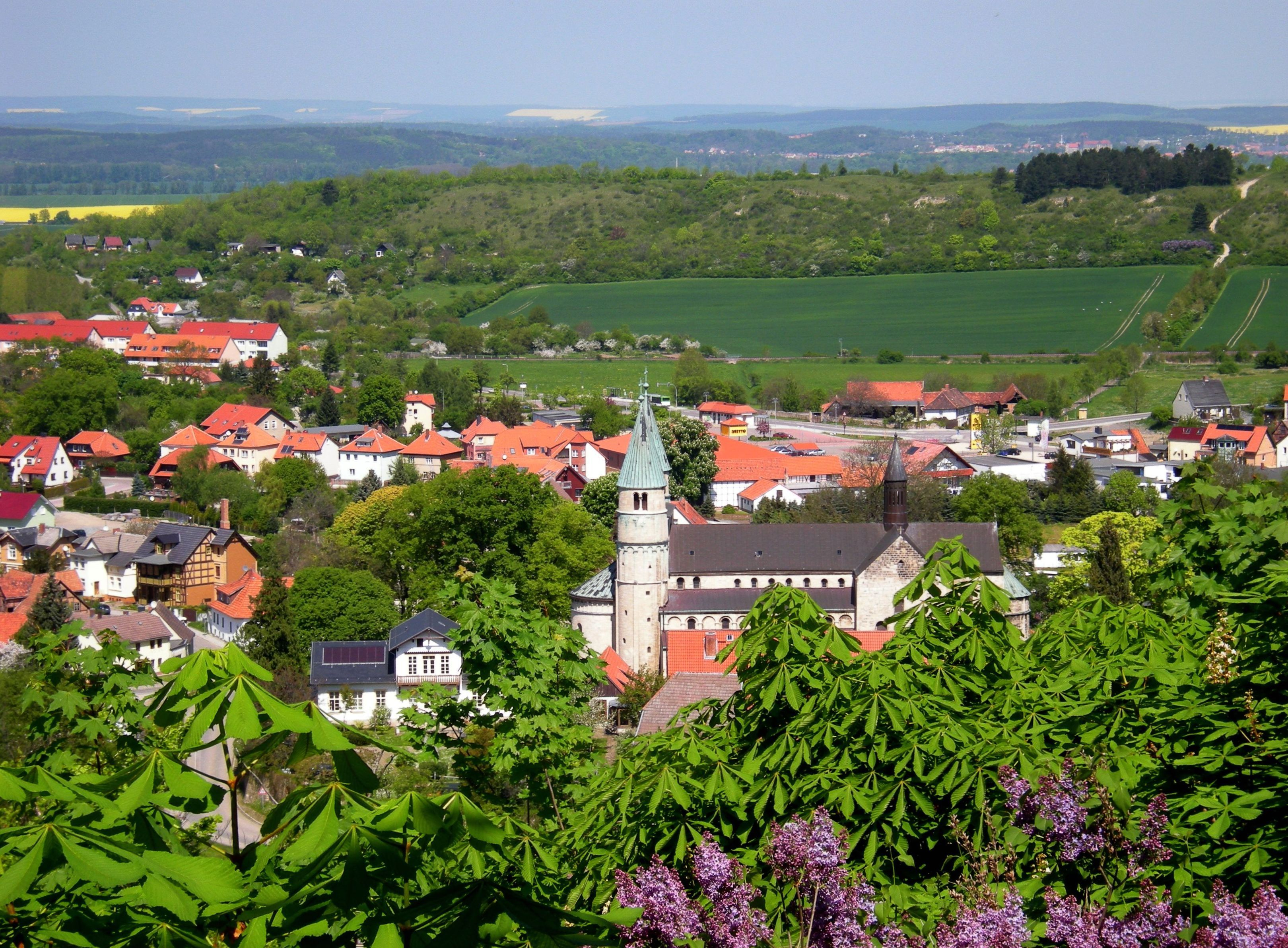
Blick vom Stubenberg nach Gernrode, 2008

Das Hotel Stubenberghaus (Heute Hotel Stubenberg) ist ein denkmalgeschütztes Gebäude in dem zur Stadt Quedlinburg in Sachsen-Anhalt gehörenden Ortsteil Stadt Gernrode.

## Lage
Es befindet sich an der Adresse Stubenberg 1 am Rand des Herrenbergs, der sich südlichen der Gernröder Altstadt am Nordrand des Harzes erhebt und ist im örtlichen Denkmalverzeichnis als Hotel eingetragen.

## Architektur
Das zweigeschossige, verputzte Gebäude, für das auch häufig nur der Begriff Stubenberg oder Hotel Stubenberg benutzt wird, geht auf ein im Jahr 1754 vom Fürsten Victor Friedrich von Anhalt-Bernburg als Jagd- und Lusthaus errichtetes Gebäude zurück und verfügt über drei Flügel. In den Jahren 1914/15 erfolgte eine weitgehende Erneuerung, wobei die ursprüngliche Kubatur überwiegend erhalten blieb. Das Haus erhebt sich über einem aus Granit gebauten Souterrain. Bedeckt wird es von einem mit Zwerchhäusern versehenen Walmdach.
Auf der Rückseite besteht eine überdachte Treppenanlage, die in Form eines Belvedere gestaltet ist.
Die Innenausstattung des Hauses ist zum Teil im neoklassizistischen Stil erhalten, so insbesondere in der Dekoration des Saals und der Treppe.

## Geschichte
An der Stelle des Stubenberghauses befand sich an der Kuppe des Herrenbergs ein Wiesenhang mit Obstbäumen und Bänken. Wildmeister und Oberförster Döbel feierte hier mit Waldarbeitern jährlich den Geburtstag des Gernröder Prinzen Friedrich von Anhalt. Es entstand die Idee die Bänke durch ein Gästehaus zu ersetzen. Der Fürst Victor Friedrich ließ von 1754 bis 1756 die Kuppe des Herrenbergs einebnen und dort ein Herrenhaus errichten. Es entstand eine Art Blockhaus, das mit einem Karussell, Schaukel und einer Kegelbahn ausgestattet und zunächst als Stufenberg bezeichnet wurde. Es wurde dann zu einem Hotel erweitert und verpachtet. Erster Pächter war ein Herr Kersten. 1779 errichtete die Gernröder Schützengesellschaft einen Schießstand. Über längere Zeit wurden zwischen Pfingsten und Michaelis jeweils am Sonntag Schießübungen durchgeführt. Im Jahr 1847 verlegte die Schützengilde ihren beim Gasthof „Zur Rose“ gelegenen Schießstand auf den Stubenberg.
Das Haus diente auch regelmäßig zur Durchführung von Hoffesten des anhaltischen Herrscherhauses. Solche Feste sind unter anderem für 1780 und 1783 belegt. Anfang des 19. Jahrhunderts wurde das Gebäude auch als Herrenhaus bezeichnet. Es galt als herrschaftlich, war aber verpachtet und wurde als Ort des Vergnügens und der Erholung für die ganze Gegend und erstes Haus am Platz beschrieben, an dem sonntags, aber auch fast an jedem anderen Tag der Woche Gesellschaften und unterhaltende Spiele stattfanden. 1867 ging die Immobilie vom persönlichen Eigentum des Herzogs in das des Staates, des Herzogtums Anhalt, über.
Während des Deutsch-Französischen Kriegs 1870/71 wurden mehrere hundert französische Kriegsgefangene auf dem Stubenberg untergebracht, nachdem sie zuvor in Quedlinburg lebten. Überliefert ist, dass Gernröder Kinder und Jugendliche, darunter der spätere bekannte Sinologe Otto Franke in freundschaftlichem Kontakt zu den Gefangenen standen und Zigaretten und Obst gegen Uniformknöpfe und Andecken getauscht wurden.
Am 11. April 1885 wurde auf dem Stubenberg die Entscheidung zum Bau der Selketalbahn getroffen.
1890 wurde auf dem Stubenberg ein Gedenkstein an den 1846 erfolgten Besuch durch Otto von Bismarck gesetzt. Der Stein wurde 1945 entfernt und zum Wegebau verwandt. Im Jahr 1907 wurde der Schießstand auf dem Stubenberg abgebaut und in den Gernröder Stadtpark umgesetzt. Bereits 1903 war die Schützengilde vom Stubenberg in den stadtnäher gelegenen Bereich Am Osterberg umgezogen.
Der ursprüngliche Bau erschien schließlich nicht mehr standesgemäß und wurde 1914–1915 durch das heutige Gebäude ersetzt. 1915 fand die Einweihung des modernen, in Staatsbesitz stehenden Panoramahotels statt. Das Hotel blieb bis 1945 öffentlich zugänglich. In Zeiten, in denen sich hier jedoch der Gauleiter Rudolf Jordan aufhielt, wurde die Anlage für die Allgemeinheit gesperrt.
1945 wurde das Hotel geplündert. Es diente 1945 zunächst als Stadtkommandantur der US-amerikanischen Besatzungstruppen und von 1945 bis 1947 zu Unterbringung von aus Schlesien Vertriebenen. In den Jahren 1947/1948 wurde das Stubenberghaus renoviert und im Jahr 1948 als eines der ersten FDGB-Ferienheime eröffnet. Später war die Gaststätte des Hauses auch wieder öffentlich.
1974 wurde das Stubenberghaus renoviert und 1984 ein Bettenhaus neugestaltet. Im Jahr 1990 wurde die Verwaltung des Objekts von der Treuhandanstalt übernommen. Sie schloss das Heim und suchte einen Käufer für die Liegenschaft. Am 8. September 1992 erwarb Eckhardt Müller, ein ehemaliger Einwohner Gernrodes, das Stubenberghaus. Es folgte von 1992 bis 1995 eine Sanierung des Anwesens in zwei Bauabschnitten und am 21. Juli 1995 eine Wiedereröffnung des Panoramahotels mit Terrassenbetrieb und Bierkeller. Der Eigentümer geriet jedoch in finanzielle Schwierigkeiten. Am 16. Mai 2002 stand das Stubenberghaus zur Versteigerung, jedoch ohne Erfolg. Am 4. November 2002 gab Eckhardt Müller insolvenzbedingt das Haus auf. Am 24. November 2002 wurde von Horst Lischke und Astrid Brußmann im Gebäude ein Seminarbetrieb aufgenommen. Das angepachtete Grundstück wurde dafür eingezäunt und war damit für die Allgemeinheit nicht mehr zugänglich. Versuche, das Haus wieder als öffentliche Gaststätte zu betreiben, schlugen zunächst fehl. 2004 wurde auch der Seminarbetrieb aus finanziellen Gründen wieder eingestellt und das Objekt unter Zwangsverwaltung gestellt.
Am 27. August 2004 fand auf dem Stubenberg die 250-Jahr-Feier statt, das Hotel stand jedoch weiterhin leer und erlitt Vandalismus-Schäden. Im August 2011 übernahmen die Ballenstedter Henry Keilwitz und Christine Rönsch das Haus und renovierten es. Die Neueröffnung des Panoramahotels erfolgte am 2. Dezember 2012.
2023 wurde das Hotel Stubenberg verkauft und soll saniert werden.

## Persönlichkeiten

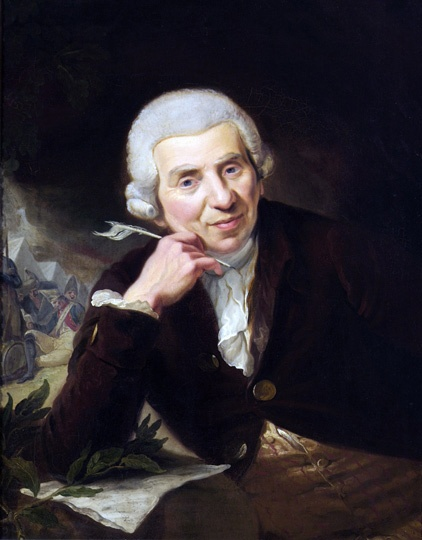
Johann Wilhelm Ludwig Gleim

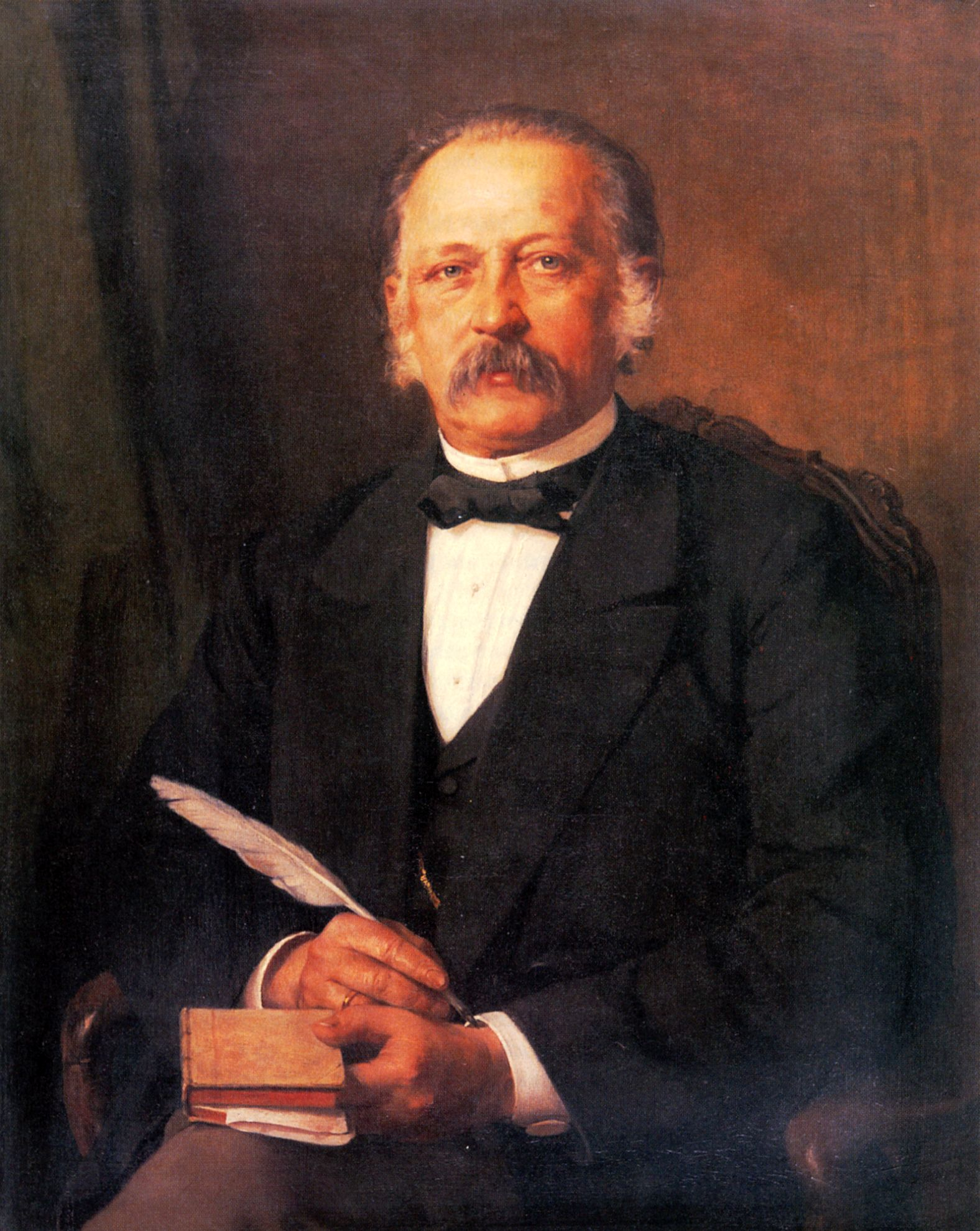
Theodor Fontane

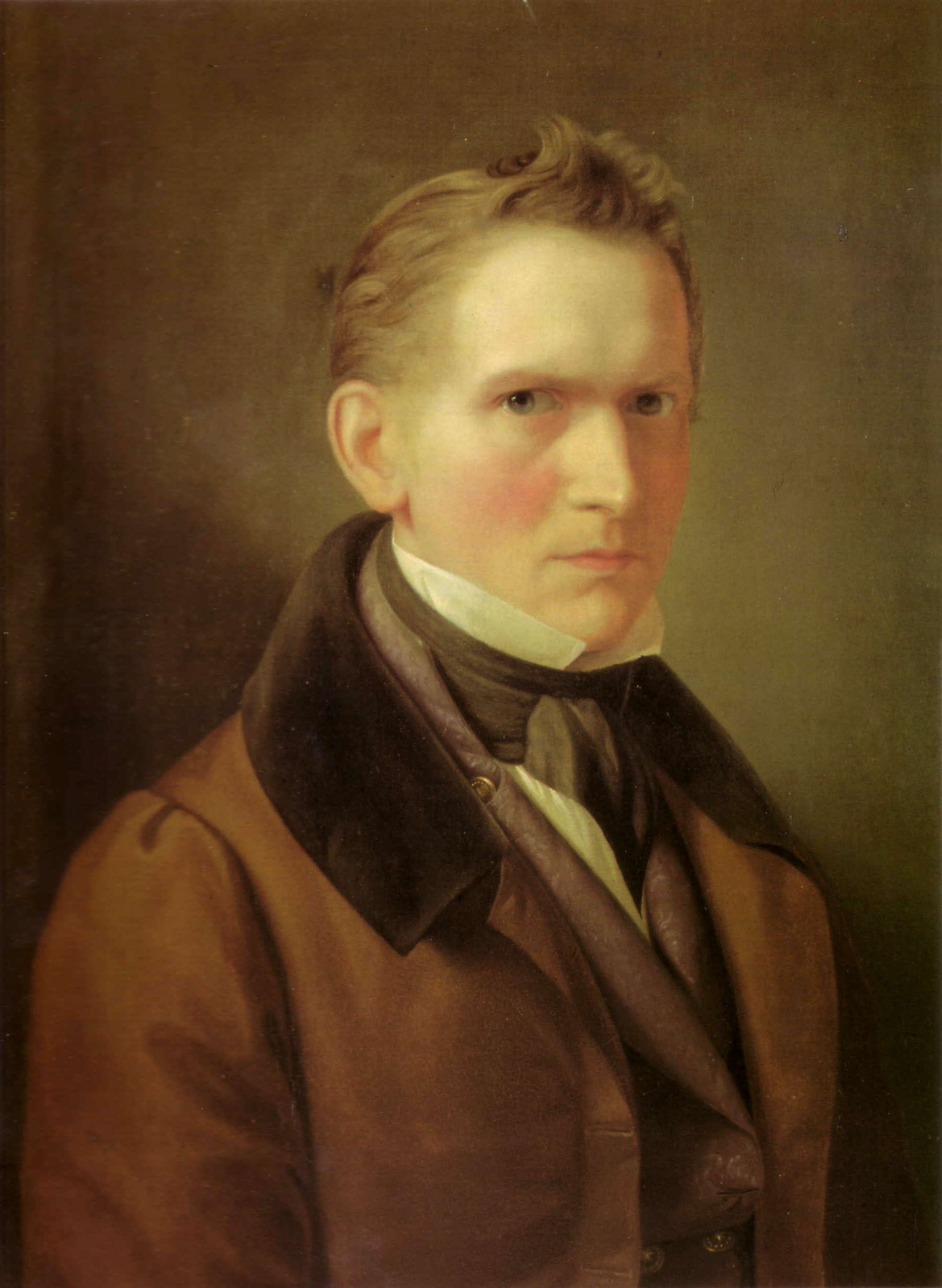
Wilhelm von Kügelgen

Die exponierte Lage des Hauses am Harzrand hoch über dem Harzvorland ließ das Gebäude zu einem beliebten Ausflugsziel werden. Für eine Vielzahl von Prominenten ist ein Besuch des Stubenberghauses belegt.
Schon im Jahr 1756 gibt Prinz Friedrich von Anhalt auf dem Stubenberg ein Fest. 1762 wanderten die Dichter Johann Wilhelm Ludwig Gleim und Friedrich Gottlieb Klopstock auf den Stubenberg. Gleim veranstaltet 1782 hier einen Geniekongress. Mit Mitgliedern des Hofes tafelte Herr von der Assenburg am 24. November 1780 auf dem Stubenberg. Im Jahr 1783 speiste der regierende Fürst mit jungen Herrschaften jeden Mittwoch im Anwesen.
Im Jahr 1792 machte der Dichter Johann Ludwig Tieck während eines Sonnenaufgangs Rast auf dem Stubenberg. Der Dichter und Naturforscher Friedrich Freiherr von Hardenberg weilte mehrfach auf dem Stubenberg. Der bekannte Maler Caspar David Friedrich kehrte 1795 für eine Ruhepause im Stubenberg ein. 1797 bestieg der Dichter Heinrich von Kleist gemeinsam mit einem Freund im Dunkeln kurz nach Mitternacht den Stubenberg und beobachtete von hier den Sonnenaufgang. Er beschrieb seine Erlebnisse in einem Brief. Der Besuch soll während der Baumblüte erfolgt sein. Begeistert wurde Gitarre gespielt.
Am 15. August 1805 besuchte Johann Wolfgang von Goethe gemeinsam mit seinem Sohn August von Thale über Suderode mit der Kutsche kommend den Stubenberg und rastete hier, bevor er zum Schloss Ballenstedt weiterreiste. In einem Brief vom 28. August an den Herzog Carl August von Weimar berichtete er vom Stubenberg mit den Worten: „Er hat in mir eine erhebende und frohe Stimmung geweckt.“ Am 10. September des gleichen Jahres weilte Joseph von Eichendorff mit seinem Bruder Wilhelm von Eichendorff und einem Diener in der Gaststube. Es wurde das sogenannte Birkenwasser getrunken. Er verarbeitete die Eindrücke später in seiner 1833 erschienenen Novelle Viel Lärm um nichts. Am 8. September 2005 führte eine Eichendorffgedächtniswanderung auch über den Stubenberg.
1820 nahm der Komponist Carl Maria von Weber gemeinsam mit seiner Ehefrau an einem Schützenfest auf dem Stubenberg teil. Die Familie des Komponisten Felix Mendelssohn Bartholdy führte ab 1820 mehrmals Familientreffen im Stubenberg durch.
1824 führte eine der Harzwanderungen Heinrich Heines vom Bodetal nach Mägdesprung über den Stubenberg. Der dänische Schriftsteller Hans Christian Andersen besuchte 1831, der Harzreise Goethes folgend, den Stubenberg. Der Arzt Wilhelm von Blumenhagen (1781–1839) gehörte zu den Gästen des Hotels und schilderte seine Erlebnisse im 1838 erschienenen Buch Wanderungen durch den Harz positiv. 1838 fertigte der Maler Ludwig Richter einen den Stubenberg darstellenden Stahlstich an, nachdem er ihn zuvor bei einer Wanderung aufgesucht hatte.
Etwa 1838 kehrte auch der Kunsthistoriker Ludwig Puttrich im Gasthof Stubenberg ein. Mehrfach besuchte Theodor Fontane das Haus. In seinem Werk Meine Kindheit schilderte er seine Eindrücke anlässlich seines Besuchs im Jahr 1842. Ein weiterer Aufenthalt ist zumindest für 1884 belegt.
Fürst Otto von Bismarck weilte mit seiner späteren Ehefrau Johanna von Puttkamer am 2. August 1846 auf dem Stubenberg. Zeitweise erinnerte ein Gedenkstein an diesen Besuch.
Am 23. Mai 1847, dem Pfingstsonntag, besuchte der Hofmaler und Kammerherr Wilhelm von Kügelgen das von ihm als Stufenberg bezeichnete Haus und schilderte das Erlebnis später euphorisch in seinem Buch Lebenserinnerungen des Alten Mannes. Von Kügelgen war jedoch bereits zuvor Gast. 1840 war er gemeinsam mit seiner Schülerin Caroline Bardua und der Sängerin Wilhelmine Bardua, 1842 mit dem Maler Ludwig Richter auf dem Stubenberg. Am 5. Mai 1863 besuchte Kügelgen zusammen mit Philipp von Nathusius den Stubenberg. Überliefert ist ein Ausflug des Herzogs Alexander Carl von Anhalt-Bernburg (1805–1863) mit seiner Frau Friederike von Anhalt-Bernburg, Wilhelmine Bardua und Herrn von Kramer am 24. Juni 1847. Die mit einer Kutsche reisende Gesellschaft trank in einem Pavillon des Stubenbergs Tee.
Der spätere Gernröder Geistliche und Ortschronist Hans Hartung besuchte das Haus erstmals anlässlich einer Schülerfahrt 1887.
Die Heimatdichterin Kaethe Schulken (1891–1974) veröffentlichte in ihrem 1938 erschienenen Buch Blaue Berge in der Ferne das Gedicht Auf dem Stubenberg.